# داستان ترسناک آمریکایی: محفل
داستان ترسناک آمریکایی: محفل (انگلیسی: American Horror Story: Coven) نام فصل سوم از مجموعه تلویزیونی آنتولوژی سبک وحشت با نام داستان ترسناک آمریکایی که توسط شبکه اف‌ایکس بین ۹ اکتبر ۲۰۱۳ تا ۲۹ ژانویه ۲۰۱۴ پخش شد. داستان این فصل در سال ۲۰۱۳ در نیواورلئانز رخ می‌دهد که محفلی از ساحره‌ها برای بقا می‌جنگند. همچنین فلش بک‌هایی به دهه‌های ۱۸۳۰، ۱۹۱۰، و ۱۹۷۰ نیز دارد.
بازیگران این فصل، همان بازیگران فصل قبل بود: روبن بارتلت, فرانسیس کانروی, جسیکا لنگ, سارا پلسون, ایوان پیترز, و لیلی ریب. تیسا فارمیگا, جمی برو, دنی اوهر, و الکساندرا برکنریج نیز از فصل اول به سریال بازگشتند.
این فصل در بیشترین تعداد ۵.۵۴ میلیون ببینده داشت و نامزد ۱۷ جایزه در شصت و ششمین جوایز امی ساعات پربیننده شامل جایزه امی ساعات پربیننده برای مجموعه تلویزیونی کوتاه و پنج نامزدی برای جسیکا لنگ، سارا پلسون، آنجلا باست، فرانسیس کانروی و کتی بیتس شد که لنگ و بیتس برنده نیز شدند. همچنین این فصل نامزد جایزه گلدن گلوب بهترین مجموعه تلویزیونی کوتاه یا فیلم تلویزیونی در هفتاد و یکمین مراسم گلدن گلوب نیز شد.